# Myurium alaris
Myurium alaris är en bladmossart som beskrevs av Bruce H. Allen 1999. Myurium alaris ingår i släktet Myurium och familjen Myuriaceae. Inga underarter finns listade i Catalogue of Life.